# Töchter der Sünde
Töchter der Sünde ist der fünfte Roman der Familiensaga der Wanderhure des Schriftstellerehepaares Iny Lorentz. Protagonist ist in diesem Roman Falko zu Kibitzstein, der Sohn von Marie Adler.

## Handlung
Die Geschichte beginnt in Franken im Jahr 1451. Östlich von Würzburg liegt die – vom Schriftstellerduo erfundene – Burg Kibitzstein. Im Folgejahr soll der römisch-deutsche König Friedrich III. in Rom zum Kaiser gekrönt werden. In Rom herrschen Mord und Verrat. Ein Gewährsmann von Friedrich III., Kardinal Tadeo Foscarelli, wird umgebracht. Der Würzburger Fürstbischof Gottfried IV. Schenk von Limpurg sendet Getreue nach Rom, um die gefahrlose Kaiserkrönung von Friedrich III. aus dem Hause Habsburg vorzubereiten. Anführer und Reisemarschall des Reisezuges ist Falko. Sie reisen via Freiburg i. Br., Basel, Olten, Sempach, Luzern, Flüelen, St. Gotthard, Bellinzona, Florenz nach Rom. Im Elsass kurz vor Basel tötet Falko mit blankem Schwert vier Räuber und schlägt zwei weitere in die Flucht, nachdem diese bereits drei voranreisende Personen und beinahe auch Margarete ermordet hätten. Auf der Romreise verliebt sich Falko in die Äbtissin Elisabeth, kann sich aber beherrschen. Unbeschadet erreichen sie im Vatikan die Pilgerherberge Campus Santa Teudonico, welche dem Recht des Kaisers untersteht.
Der Aufenthalt in Rom ist weder ungefährlich noch trocken. Den besten Wein finden die Tedesci in Caspares Taverne in Trastevere bei Rom. Conte Ercole Orsini und dessen Gefolgsmann Dario d’Specchi planen anlässlich des Besuchs von Friedrich III. in Rom ein Attentat auf denselben. Als Meuchelmörder werden Girio d’Specchi und dessen Handlanger Gianni engagiert. Falko zu Kibitzstein geht in Rom zwei „unzüchtige“ Liebschaften mit der Tochter eines Conte, Francesca Orsini, und der Äbtissin des Klosters Tre Fontane, Elisabeth, ein. Falko verkehrt in der Folge beim Conte Ercole Orsini. Die Freunde Falkos befürchten, dass er damit ihre Mission gefährde, was jedoch nicht geschieht. Am 19. März 1452 wird Friedrich III., römisch-deutscher König, in Rom von Papst Nikolaus V. zum Kaiser gekrönt. Gleichentags schließt er die Ehe mit Eleonora, der Königstochter von Portugal.
Beide Geliebte Falkos werden schwanger, die Frucht jeder Beziehung ist eine Tochter (Töchter der Sünde). Pater Luciano fälscht das Kirchenbuch von Santa Maria in Trastevere, verheiratet Falko auf dem Papier mit der bereits verstorbenen Francesca und gibt beide Kinder als Zwillinge und einzige Töchter von Francesca aus. Auf diese Weise akzeptieren Orsinis das Schicksal ihrer nach der Geburt verstorbenen Tochter Francesca und der angeblich ehelich geborenen Enkelinnen.
In einer stillen Zeremonie werden Falko und Margarete von Pater Luciano kurz vor der Rückreise vermählt. Der Weg der Reisegruppe gen Norden führt via Florenz, Bologna, Mailand, Bellinzona, Flüelen, Basel und den Rhein hinunter bis nach Mainz. Von dort aus lassen sie sich den Main hoch bis Dettelbach treideln. Zuletzt reiten sie bis zur reichsfreien Burg. Dort erkennt Marie Adler: „Es steht alles gut auf Kibitzstein.“

## Personen und Romanfiguren

### Familie der Wanderhure
- Marie Adler: Witwe auf Kibitzstein (ehemalige Wanderhure)
- Trudi (Hiltrud): Maries und Michels älteste Tochter
- Peter von Eichenloh: Ehemann von Trudi (Hiltrud)
- Falko Adler, Reichsritter zu Kibitzstein: Maries und Michels Sohn
- Lisa von Hettenheim: Maries und Michels Ziehtochter
- Otto Graf von Henneberg: Ehemann von Lisa
- Hildegard: Maries Stieftochter

### Teilnehmer des Reisezuges
- Elisabeth Schenk zu Limpurg: Nichte des Fürstbischofs, Äbtissin des Nonnenkonventes Tre Fontane, Geliebte von Falko, Mutter von Michaela Maria
- Falko Adler: sh. oben
- Giso von Ziegenhain, Priester: Jugendfreund Falkos
- Hilbrecht von Hettenheim, Junker: Jugendfreund Falkos, späterer Gemahl von Maria Angela
- Oskar von Frammenberg, Ritter: Ehemann von Edelgunde, Onkel von Margarete
- Edelgunde von Frammenberg: Ehefrau von Oskar, Tante von Margarete
- Margarete: Nichte von Edelgunde, spätere Gemahlin von Falko

### Römer
- Ercole Orsini, Conte: Römer, Vater von Francesca, Feind von Friedrich III.
- Francesca Orsini: Römerin, Geliebte von Falko, Mutter von Marie Flavia
- Dario d’Specchi: Vater von Girio, Schreiber und Notar
- Isotta d’Specchi: leibliche Mutter von Maria Angela, geschlagene und gegeisselte Ehefrau von Dario
- Girio d’Specchi: Mörder und Verräter, Sohn (Bastard) von Dario d’Specchi
- Gianni: verhinderter Meuchelmörder von Friedrich III.
- Marioza Caspare: Wirtin einer Taverne in Trastevere bei Rom, Ziehmutter von Maria Angela
- (Katharina) Maria Angela Caspare geb. d’Specchi: vermeintliche Wirtstochter aus Trastevere, spätere Gemahlin von Hilbrecht

### Weitere Personen
- Friedrich III., römisch-deutscher König, seit 1452 Kaiser (historische Person)
- Gottfried IV. Schenk von Limpurg: Fürstbischof von Würzburg (historische Person)
- Pater Luciano: Gewährsmann des Fürstbischofs, Priester von Santa Maria in Trastevere, Beichtvater von Maria Angela
- Michi (Michel) von Ziegenhain, Ritter: Bruder von Giso, Überbringer der Reichskleinodien
- Marie Flavia: Tochter von Falko und Francesca (Tochter der Sünde)
- Michaela Maria: Tochter von Falko und Elisabeth (Tochter der Sünde)

## Adaptionen
- Hörbuch Töchter der Sünde. Bearbeitete Fassung. Gelesen von Anne Moll. Bastei Lübbe (Lübbe Audio) 2011, 409 Minuten, ISBN 978-3-7857-4557-1.